# Rote Garde (Russland)

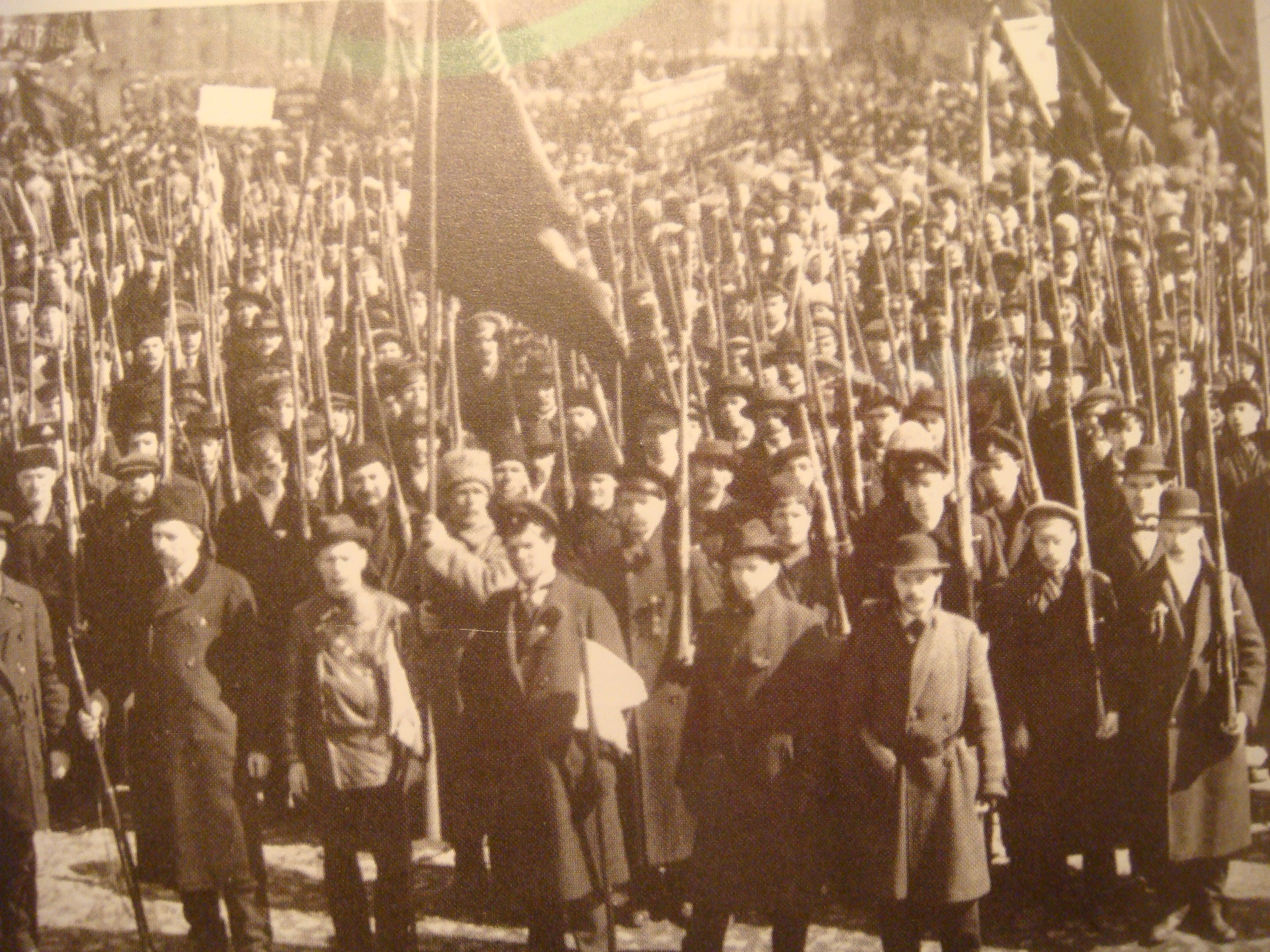
Angehörige eines der ersten Regimenter der Roten Garde (Herbst 1917)

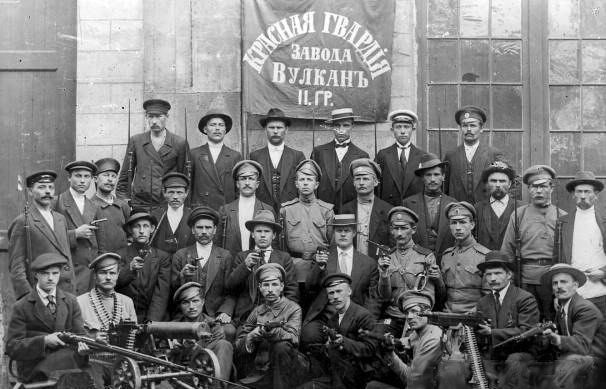
Angehörige der Roten Garde der Sankt Petersburger Fabrik „Vulkan“ (1917)

Die Rote Garde (russisch Красная гвардия) war die bewaffnete Arbeitermiliz der russischen Bolschewiki zur Vorbereitung und Durchführung der Oktoberrevolution (ab 25. Oktoberjul. / 7. November 1917greg.). Im ersten Halbjahr 1918 ging sie in der neu gegründeten Roten Armee auf.
Bei der Vorbereitung des Regierungsumsturzes beschlossen die Bolschewiki, sich selbst einen bewaffneten Arm zu verschaffen, damit sie nicht auf die Loyalität der ehemals zaristischen Armee angewiesen waren. Dieses Instrument entstand Ende März 1917 mit der Gründung der Roten Garde. Diese wurde unter hauptsächlicher Leitung des früheren Astronomen Pawel K. Sternberg (1865–1920) in aller Öffentlichkeit aufgestellt, bewaffnet und ausgebildet – angeblich zur Verteidigung der Errungenschaften der Februarrevolution. Die provisorische Regierung war nicht in der Lage, dies zu verhindern.
Die Verbände der Roten Garde bestanden aus Freiwilligen, die sich hauptsächlich in Fabriken, aber auch in ländlichen Gebieten organisierten. Bei ihnen handelte es sich um „eine improvisierte Guerilla-Truppe“. Sie gliederten sich in Zehnerschaften, Züge, Hundertschaften (Druschina, Družina), Bataillone (400–600 Mann) und Abteilungen. Die Führungsorgane befanden sich seit April/Mai 1917 auf der Ebene der Städte und Rajone. Die Zentrale Kommandantur und der Hauptstab war in Petrograd, ein weiterer „Zentraler Stab“ in Moskau. Die Offiziere wählten die Rotgardisten selbst, während die Inspekteure durch die Stäbe ernannt wurden.

„In militärischer Beziehung waren die Abteilungen der Roten Garden anfänglich armselige Formationen; die Disziplin ließ sehr zu wünschen übrig, Waffen waren nur wenig vorhanden, und die Mängel der Ausbildung konnten durch den revolutionären Elan der Instrukteure nicht wettgemacht werden. In einem möglichen Bürgerkrieg hätten sie nicht selbständig gegen reguläre Truppen eingesetzt werden können. Es war für die Bolschewiken ein ausgesprochener Glücksfall, dass die Rote Garde mit revolutionär gesinnten Teilen der regulären Truppen gemeinsame Sache machen konnte. Das waren die Matrosen im Petrograder Kriegshafen Kronstadt und die lettischen Schützen-Einheiten der Moskauer Garnison.“

Im November 1917 umfassten die Verbände der Roten Garde im ganzen Land etwa 20.000 Mann. Diese Truppen stürzten nicht nur die provisorische Regierung, sondern kämpften ebenso gegen deutsche Verbände und die Weißen Truppen. Erst ab dem 13. März 1918 wurden sie in die neue Rote Armee integriert.